# كيفن أوكونور (لاعب كريكت)
كيفن أوكونور (20 يونيو 1940 - ) (بالإنجليزية: Kevin O'Connor)‏ هو لاعب كريكت نيوزلندي.